# ヒカシュー
ヒカシュー（HIKASHU）は、日本のバンド。日本におけるテクノポップ黎明期の1970年代末から活躍し、プラスチックス、P-MODELとともに「テクノ御三家」と呼ばれた。初期以降はテクノポップの枠にとどまらず、前衛音楽や前衛ロック、フリージャズの分野へと開拓していった。

## 概要
1977年、巻上公一がプロデュースする演劇で音楽を担当した井上誠と山下康の2人によって結成された。そこへ巻上、海琳正道（三田超人）、戸辺哲によるバンド「ル・インチ」が合流、1978年ごろから5人で活動を開始して初期のスタイルとなる。というが、当時のメンバー変遷についてはもっと複雑であり、著書『ぼくこんなにおバカさん』の中で詳しく語られている。
デビューから数年間のイメージでニュー・ウェイヴ・ロックやテクノポップ・バンドとして認知されているが、結成当初から演劇、フリー・インプロヴィゼーション、民族音楽を取り入れたアプローチを続けていた。その後もジャズ、クラシック、雅楽など幅広い要素を取り込みながら活動を続け、現在はインプロヴィゼーションを演奏の根幹に取り込みながら、即興と作曲が共存するノンジャンルの音楽を志向している。メンバーの変遷を続け、対外的な活動も兼ねてはいるが、現役で活動している。
バンド名は山下康が武満徹の作品「ヒカ（悲歌、Hika）」からとって命名したものだが、メンバーは公の場では明言を避け、「鏡に映った唇がそうささやいた」（山下康）、「驚いた時に上げる叫び声の造語」（巻上公一）などとコメントしている。アルファベットではHIKASHUと綴られるが、初期のアルバムではHIKASUの綴りが使われる。
リズムボックス、メロトロン、シンセサイザー等の電子楽器を使用していたこと、当時の流行などから「テクノポップ」としてジャンル分けされていたことに加えP-MODEL、プラスチックスと共に「テクノ御三家」の一つに数えられたこともあるが、3rdアルバム『うわさの人類』以降いわゆるテクノポップ的な雰囲気からは遠ざかって行く。ある時期以降の音楽性は奔放なインプロヴィゼーションと、巻上の独特なヴォーカリゼーションを据えた楽曲の二本柱によって構成されるようになる。
メンバーそれぞれでジョン・ゾーン、イクエ・モリ、坂田明、ゲルニカ、立花ハジメ、デヴィッド・バーン、遠藤賢司、ケラリーノ・サンドロヴィッチ、大槻ケンヂ等と活動し、幅広い交流がある。1993年にはOVA『超時空世紀オーガス02』のOPテーマを担当したことでも話題となった。
この他、中嶋製作所（現・ナカジマコーポレーション）から1980年代に発売された、洗えるぬいぐるみ『フロッペ』や戸川純出演前のTOTO『ウォシュレット』のCMのCMソング（「くじらとかもめ」のタイトルで『HIKASHU HISTORY』に収録）を手掛けてもいる。
以前はプロデューサーの近田春夫も所属していたアミューズに所属していた。そのため、同じくアミューズのサザンオールスターズのコンサートで前座でご飯を食べるというだけのことをしたことがある。

## 活動年譜
1977年
- 5月 巻上公一主宰の劇団ユリシーズ「最後の晩餐」公演。
- 9月 ユリシーズ「コレクティング・ネット」の公演で、山下康、井上誠に音楽を依頼。

1978年
- 7月 ユリシーズ「幼虫の危機」の公演で、巻上公一・海琳正道（現：三田超人）・井上誠・山下康・戸辺哲が参加。以後のヒカシューの母体となる。
- 8月29日 リズムボックスを使用した音楽バンド・ヒカシューとして吉祥寺（東京都武蔵野市）の羅宇屋で初ライブを行い正式に音楽活動開始。当時、巻上は歌とベースを担当。
- 9月 パンク・ニューウェイブフェスに8 1/2、自殺、ボルシーなどの東京ロッカーズに関わるバンドとライブを行う。
- 12月 ニッポン放送でDJをしていた近田春夫にデモ・テープを渡した後に「是非、プロデュースをしたい」と電話を受ける。

1979年
- 10月21日 近田春夫プロデュースのシングル「20世紀の終りに」で東芝EMI・イーストワールドレーベルよりレコードデビューを果たす。当時のメンバーは、巻上公一・海琳正道（現：三田超人）・井上誠・山下康・戸辺哲の5人。

1980年
- 1月 NHK『600 こちら情報部』でテクノポップ特集が放送され、「テクノ御三家」が一堂に会した。ヒカシューのメンバー全員が、1stアルバムの『ヒカシュー』のジャケット写真でも着用している、1964年東京オリンピック開会式における日本選手団の制服姿で演奏。
- 「白いハイウェイ」と「オアシスの夢』（2ndアルバム『夏』に収録）がクラリオン（CMのクラリオンガールは烏丸せつこ）の、「20世紀の終りに」（1stアルバム『ヒカシュー』に収録）が米澤玩具のゲーム機『サイコム』のCMソングにそれぞれ使用される。
- 2月に1stアルバム『ヒカシュー』と7月に2ndアルバム『夏』を連続リリース。
- この年、加藤和彦がプロデュースを手掛けたザ・ベンチャーズのアルバム『カメレオン』のレコーディングに、加藤の他近田春夫らと共に参加する。リリース後の8月に渋谷公会堂にて、『ベンチャーズVSヒカシュー』というライブがあった。それぞれが演奏した後、最後はジョイント演奏であった。（そのライブを見にいった、渡辺和博の著書『たらこ筋肉』（角川文庫）より）
- 「パイク」がホラー映画『チェンジリング』のイメージ・ソングとなる。

1981年
- 巻上公一がトッド・ブラウニングの映画『フリークス』に感銘を受けて制作した3rdアルバム『うわさの人類』をリリースし、NHK教育テレビの『若い広場』でヒカシューを特集したドキュメンタリー番組が放送される。
- 石井聰亙監督作品『シャッフル』にて、音楽を担当。
- 「ガラスのダンス」が加山雄三主演のテレビドラマ『ブラック・ジャック』のエンディングテーマとなる。

1982年
- 巻上公一ソロ・アルバム『民族の祭典』（東芝EMI）をリリース。ヒカシューのメンバーが全面的に協力しているほか、ゲルニカや立花ハジメなど多彩なゲストが参加。
- デヴィッド・バーンも（ノンクレジットで）録音に参加したヨーガン・レールのファッション・ショーの音楽を担当。
- その他にも、映画『俗物図鑑』の出演（巻上と海琳）と音楽、南伸坊、平岡正明、上杉清文などが参加していたHAND-JOEとのパフォーマンスや、ダンスのベアトラン・レゾンとのジョイント・ライヴ「仏の出口」を通じ、様々なジャンルにおいて活動を展開。
- 年末からベーシストとして坂出雅海が参加し、以後巻上はヴォーカルに専念。

1983年
- シングル『私はバカになりたい』をリリース。蛭子能収によるジャケットが強烈な印象を植え付けたアルバム未収録曲。
- 井上誠ソロ・アルバム『ゴジラ伝説』（キングレコード）発売。
- 洗えるぬいぐるみ「フロッペ」のCMソングを担当。
- コント赤信号や、平岡正明主催のイベント「浪曲二十世紀」で京山幸枝若（浪曲師）とも共演、活動の場をさらに拡げる。
- 山下康脱退。

1984年
- 自主レーベル「スピノザ」を設立し、ジャンボ・シングル『日本の笑顔』をリリース。
- 井上を中心にした「ゴジラ伝説ライブ」、
- 谷川晃一プロデュースによる、3面マルチスクリーンの映像とヒカシューとのジョイント「全方位極楽」の全国ツアー、
- 巻上、三田の高校の同級生の小宮孝泰の在籍するコントチームであるコント赤信号の芝居（赤信号劇団）の主題歌「マゼランブルー」（片面は「マリコの夏」）（鴻上尚史作・演出、東芝EMI）が発売され、ヒカシューがプロデュースと演奏を担当。
- 巻上が組織した劇団「ワンダーランド」の公演、
- ヨーガン・レール・ファッション・ショーのための音楽をベースにした『私の愉しみ』、巻上がプロデュースし、平岡正明、栗本慎一郎、南伸坊らが参加したデラックス・アルバム『高級芸術宣言』（アポロン）の発売など、活動が一気に開花した。
- 野本和浩（sax）、谷口勝（ds）がヒカシューに新たに参加。
- 年末には3年半ぶりのオリジナル・アルバム『水に流して』をリリース。

1985年
- 小林紀子バレエ団「そばでよければ」公演の音楽を担当。
- 蕎麦が描かれた強烈ピクチャー・レコード『そばでよければ』を発売。
- ローザ・ルクセンブルグ、パパイヤ・パラノイヤ、原マスミらが参加したコンピレーション・アルバム『都に雨の降る如く』（東芝EMI）を巻上がプロデュース。
- 井上が和田慎二原作の劇画『ピグマリオ』（キングレコード）のイメージ・アルバムを担当。ヒカシューのメンバー全員が作曲と演奏で参加する。

1986年
- 三田、谷口、坂出によるインプロヴィゼーション・バンド、〈ライプニッツ〉を結成しエリオット・シャープと共演。
- ヒカシューは「スピノザ」を解散し、新たに「パズリン・オフィス」を発足。
- この間渋谷エッグマンで2か月に一度ほどのライブ活動で、新しいメンバーによる下地作り。

1987年
- 巻上、ニコラス・ディクソン、小竹信節らとともに、バレエ・パフォーマンス集団「チュチュランド・アカデミー」を設立。
- 第一回公演「なにもかも踊れ」の音楽をヒカシューが担当。カセットテープで自主発売する。
- 『ヒカシュー』と『夏』がカップリングで初CD化 （限定発売）。この間、渋谷エッグマンで毎月ライブ。

1988年
- アルバム『人間の顔』を小林克也の紅白レーベル（クラウンレコード）よりリリース。
- 4年の準備期間をかけて製作された力作で、ライブでのおなじみの代表曲「ゾウアザラシ」やハラルト・シュテンプケの『鼻行類』にインスパイアされた「ハイアイアイ島」などを収録。
- 坂出渡独、日本とドイツを往来しながら活動を続ける。この間、時々加藤英樹にベースを頼んだりしながら、ほぼ毎月ライブを続ける。

1989年
- リコーの企業CMソング「解決リコーマン」を担当。同CMに出演していた本木雅弘がヒカシューのファンであり、ソロアルバムで「二十世紀の終わりに」をカバーした。
- 「人間の顔」セッションがスタート。坂田明、ジョン・ゾーン、遠藤賢司、梅津和時、ケラ、カール・ストーンらと共演。
- 10月24日、谷口勝が急逝し、メンバーに大打撃を与える。しかし、ヒカシューに関わる多くのミュージシャンたちに支えられ、バンド結成10周年記念ライブ「丁重なおもてなし」を成功させる。
- ライブ・アルバム『ヒカシューLIVE!』を10周年記念盤として自主製作でリリース。

1990年
- 3月に新ドラマー、つの犬が参加。それとともに、「ヒカシュー新人宣言」をし、活動を再開する。
- 2年ぶりのオリジナル・アルバム『丁重なおもてなし』をリリース。巻上、ソロ・ライブ「超歌唱セッション」をスタート。
- 坂出、ドイツ・マンハイム・ナショナルシアターのバレエ「恐るべき子供たち」の音楽担当。
- この一年間、ヒカシューに大友良英が参加。

1991年
- 5月にベルリンのハンザストンスタジオで、アルバム『はなうたはじめ Humming Soon』のレコーディング。荒木経惟のヌード・ジャケット（モデル：仙葉由季）も話題を呼ぶ。
- 井上誠脱退。ドイツ出身の作曲家・キーボード奏者トルステン・ラッシュが参加。
- 『ヒカシューLIVE』がジャケットも新たに再発される。巻上、ベルリンでデヴィッド・モスと共演。

1992年
- 1月、巻上、ソロ・アルバム『殺しのブルース』（東芝EMI）をジョン・ゾーンのプロデュースのもとニューヨークでガイ・クルセヴェクら豪華メンバーとレコーディング、
- ニッティング・ファクトリーで「超歌唱セッション」を行う。
- 同時に巻上1stソロ『民族の祭典』（東芝EMI）、ヒカシュー3rd『うわさの人類』（東芝EMI）も初CD化される。
- ライヴも頻繁に行い、勢いに乗るヒカシューは、5月に再びベルリンのハンザトンスタジオで、新作『あっちの目こっちの目』をレコーディング。
- ゲストにはローレン・ニュートン（vo）、ハンス・ユーゲン・ノアク（vn）が参加。
- ドイツでもライブを行い大絶賛を浴びて帰国。9月より「あっちの目ツアー」がスタート。

1993年
- 1月19日、青山円形劇場にてヴィジュアル・サーカス「あっちの目こっちの目」を開催。アミーガによる映像とヒカシューのサウンドがステージ上で競演。
- 6月8日・9日、草月ホール他、全国4ヶ所にてヴィジュアル・サーカス開催。
- 6月23日、ヒカシューと梅津和時でブレーメンの「日本理解」に出演。
- 10月25日、徳間ジャパンよりアルバム『あっちの目こっちの目』リリース。同時にCD発売記念ツアー「London Eye & Paris Eye」を全国8ヶ所で展開。
- 次いで11月25日には、音楽を手がけたオリジナルビデオアニメーション『超時空世紀オーガス02』のCD『超時空世紀オーガス02サウンドトラック』が徳間ジャパンより発売。
- 12月より劇伴も手がけた『超時空世紀オーガス02』のビデオ、LDが6巻シリーズで発売開始。（4巻まで担当するが5巻から無断で担当から外されていた。）

1994年
- 6月25日、法政大学大ホールにて「ヒカシューのプヨプヨオペラ2」を開催。
- ゲストに内橋和久(g)、坂本弘道(vc)、澤民樹(vn)、高良久美子(perc)、関島岳郎(tub)、ダンスで珍しいキノコ舞踊団が参加。
- 巻上、デレク・ベイリーが主宰するロンドンのカンパニーウィークに招聘される。
- 8月、巻上、坂出、青山マンダラ「現代電気音楽事情vol.1」に出演。12月8日、クラブチッタ川崎でライブ。

1995年
- 2月11日より、渋谷シードホールにて、巻上演出によるクレズマー音楽劇「ドイナ哀歌」。出演はベツニ・ナンモ・クレズマー。
- 5月7日、巻上、野本、水戸芸術館 相談大学で即興パフォーマンス。
- 巻上、6月2日から12日P3「マインド・キング」演出、出演。7月巻上ソロ・ヴォイス・アルバムをニューヨークでレコーディング。
- 10月16日～18日、巻上＆デヴィッド・モスによるコンサート「声帯実験」（渋谷ラ・ママ）。
- 11月21日 巻上ソロ・ヴォイス・アルバム『KUCHINOHA』（TZADIK）アメリカで発売。
- 12月10日、ラ・ママでヒカシュー4か月連続ライブスタート。サポートで新井田耕造(ds)、吉森信(key)が参加。

1996年
- 1月13日、ラ・ママ4か月連続ライブ2回目。2月10日、ラ・ママ4か月連続ライヴ3回目。3月9日、ラ・ママ4か月連続 ライヴ4回目。
- 6月1日、ラ・ママにてライブ。
- 6月15日、大垣国際情報アカデミーにて巻上、坂出、日本-フランス-オーストラリアを結ぶインターネット・パフォーマンスに参加。
- 8月28日、若手テクノ・アーティストが手がけたヒカシューのリミックス・アルバム『レトロアクティブ』（東芝EMI）がリリース。
- 9月14日より完全リメイク・アルバム『かわってる』の録音に入る。10月22日録音終了。
- 11月7日、デビュー前の貴重音源を収録した『1978』CD extraでリリース。
- 12月 『かわってる』発売。

1997年
- 1月29日 日清パワーステーション。3月17日 神戸チキンジョージ 3月18日 大阪ウォーホール 3月19日 名古屋E.L.L.
- 3月23日、渋谷ラママ 4月はスイスのバンド アフロント・ペルデューの日本ツアーに巻上参加。
- 5月11日、渋谷ラママ 8月2日、渋谷ラママ
- 10月は巻上、アフロント・ペルデューとスイスをツアー。デヴィッド・モスの録音に参加。
- 11月3日 渋谷ラママ

1998年
- 1月巻上の作、演出、出演による口琴音楽劇「ホムス」上演。
- 渋谷ラママで連続ライブ 9月6日、10月9日、11月28日、12月19日。
- 6月、巻上 日本トゥバ ホーメイ協会設立。7月、巻上『題名のない音楽会』（テレビ朝日）に出演。
- 9月23日 『ミュージック・ノンストップ クラフトワークトリビュート』に参加。
- 10月 巻上とアントン・ブリューヒンのデュオアルバム『ELECTRIC EEL』（TZADIK）より発売。

1999年
- 3月21日、渋谷ラ・ママ。4月巻上、アフロント・ペルデューとツアー。
- 5月9日、6月5日、7月4日 渋谷ラ・ママで3か月連続ライブ。8月 巻上、アントン・ブリューヒンとツアー。
- 10月31日、新宿ロフト〈DRIVE to 2000〉にヒカシュー出演。11月7日、渋谷ラ・ママ。12月19日、渋谷ラ・ママ。

2000年
- 3月12日、吉祥寺Star Pine's Cafe「WORLD HIKASU MODE 21」出演 ヒカシュー、イノヤマランド
- 5月6日、秋葉原CLUB GOODMANでスカイフィッシャーの要望によりスカイフィッシャーVSヒカシュー
- 5月27日、9月2日、渋谷ラ・ママ WORLD HIKASU MODE 21
- 10月1日 渋谷ラ・ママ ヒカシュー、スカイフィッシャー、内橋和久、芳垣安洋
- 10月25日、トリビュート・トゥ・ヒカシュー『20世紀の終りに』発売される。
- スカイフィッシャー、たま、RICK STAZY、大正九年、ママスタジヲ、千葉レーダ、バケラッタ、SPIN、Kovacsが参加。
- 11月11日、吉祥寺Star Pine's Cafe ヒカシュー、イノヤマランド

2001年
- 5月5日に名古屋で大正九年、バケラッタ、8日大阪でママスタジヲとライブ。
- 5月17日、お台場ライブハウスTRIBUTE TO THE LOVE GENERATIONでヒカシュー『オボポイ・ミーティング』ヒカシュー、イノヤマランド、知久寿焼。
- 9月1日 LABSICK RECORDS企画イベント「テクノポリス2001」に出演。
- 12月1日 ヒカシュー・オーロラ・アンダーグランドvol.1「光り輝く地下世界」43微分音オルガンのSYZYGYS、テルミン奏者のやの雪を迎えて、TRIBUTE TO THE LOVE GENERATIONで初開催。

2002年
- 5月26日 渋谷ラ・ママで、ヒカシューHIKASHU ANOTHER WORLD 2002と題してゲストに森岡賢を予定したが急病のためゲスト無しに。
- この時のヒカシューは、巻上公一、三田超人、野本和浩、トルステン・ラッシュ、坂出雅海、新井田耕造。
- 6月1日、京都磔磔、2日名古屋E.L.L.。9月20日~9月22日リトアニアのヴィリヌス・ジャズ・フェスティバルに巻上公一、三田超人、坂出雅海が出演。
- 10月8日、吉祥寺Star pine's cafeヒカシューワンマンライブ。その後、野本和浩、吉森信が脱退。
- 11月12日、横浜ドルフィーで、「うねる音楽、きまぐれに歌」巻上公一、清水一登、佐藤正治のトリオで演奏。これをきっかけに二人にヒカシューへの参加を要請。

2003年
- 4月25日、吉祥寺Star Pine's Cafeで「HIKASHU accumulate and innovation」ヒカシュー新生 live!を行う。
- メンバーは、巻上公一(vo,cor)、三田超人(g)、坂出雅海(b)、清水一登(kb)、佐藤正治(Per) 新井田耕造(Ds)。
- 7月11日、10月26日にも吉祥寺Star Pine's Cafeで新生ヒカシューのライブを行う。
- 12月15日、前年に脱退した野本和浩が死去。

2004年
- 2月28日、ヒカシュー with 梅津和時 横浜のエアジンで野本和浩特集。
- 3月1日から6日、渋谷エッグマンでチェコのスラブ、サーカス、キャバレー音楽をパンクに唸るバンド トラバントのライブを巻上がオーガナイズ、ヒカシューも参加。
- 3月21日、ヒカシュー at Star Pine's Cafe ヒカシューのライブが活発になっていく。
- 5月18日、ヒカシュー at eggman。5月28日、パパイヤパラノイアのイベント「金☆星」に出演。
- 7月30日、ヒカシュー with イノヤマランド at Star Pine's Cafe。10月19日 ヒカシュー at Star Pine's Cafeで25周年記念。
- 12月16日、ヒカシュー at エアジン

2005年
- 新井田耕造脱退、5人編成になる。巻上公一(vo, cor, theremin)、三田超人(g)、坂出雅海(b)、清水一登(kb)、佐藤正治(Ds)
- 1月27日 新春 ヒカシュー at Star Pine's Cafe
- 4月17日 ヒカシュー at Star Pine's Cafe
- 7月27日 オーロラ・アンダーグランド vol.2 出演はヒカシュー、イノヤマランド、アレポス、尾引浩志solo（倍音S）
- 8月28日、ミスタースリムカンパニー30周年記念 前夜祭にヒカシュー出演
- 11月23日、秋葉原に新しくできたDRESS TOKYOでヒカシュー
- 9月23日 ヒカシュー渋谷公園通りクラシックス
- 10月20日、渋谷ラ・ママ「あの美しき 四季シリーズ」ヒカシュー、あがた森魚
- 12月4日から12月11日、ニューヨークのライブスペース the stoneにてMAKIGAMI KOICHI FESTIVALを開催。
- HIKASHUも参加。この時にニューヨークでアルバム『転々』を録音。
- 12月30日 吉祥寺Star Pine's Cafe 〈ヒカシュー/忘年〉

2006年
- 2月6日 秋葉原グッドマンのイベント「惑惑ナイト」にヒカシュー出演。Alien social dance party、シュタレンナッケン。
- 6月18日は【秋葉原グッドマンで葛藤宇宙遊泳】なるイベントに参加。ヒカシュー、突然段ボール、SKYFISHER、ヤング100V。
- 7月8日、渋谷ラ・ママでヒカシュー、イノヤマランド、タテイシミキト。
- 10月1日、13年ぶりのオリジナルアルバム『転々』を発売。
- 10月22日、ヒカシュー新作発売記念DRESS TOKYOにて。
- 10月27日 名古屋E.L.L.。10月28日 京都アーバンギルド（出演 ヒカシュー、ULTRA BIDE）。
- 10月29日 大阪 鰻谷燦粋で「いいにおいのするイベント2」にヒカシューで参加。出演 Optrum、オニ、ヴァンピリア、ホソメ。

2007年
- 1月14日 ヒカシュー『転々』ツアー ファイナル Star Pine's Cafe。
- 2月23日 ヒカシューat dress TOKYO。
- 3月5日 東京芸術見本市2007ジャズ部門でヒカシューの演奏。
- 再び3月6日から14日までヒカシュー新作録音のためニューヨーク。
- 3月7日 ニューヨークTONICでヒカシュー。ヒカシューシングルCD「入念」5月20日発売。
- 4月29日 ヒカシュー dress TOKYO。6月14日 名古屋得三。6月15日 京都磔磔。
- 6月16日 大阪新世界 ブリッジ opening act オベロッチオオローラ！ゲスト 内橋和久。
- 6月17日 浜松天神蔵ギャラリー フロントアクト:フジマル◎ヒデミ。
- 7月4日 Star Pine's Cafe「ヒカシュー Digital Frankenstein Party」。
- 7月16日 静岡SPIRALMART 出演：ヒカシュー、fockea crispa、nuclear。
- 10月12日 dress tokyo。10月16日 名古屋得三。
- 10月17日 大阪鰻谷燦粋。10月18日 京都磔磔。12月6日Star Pine's Cafe

2008年
- 1月24日 新春ヒカシューat 六本木スーパー・デラックス ヒカシュー、植野隆司&相馬大DUO。
- 3月2日 恵比寿LIQUIDROOMで面影ラッキーホールのコンサートのゲストに出演。Special Guest: ヒカシュー、あぶらだこDJ+Visual: 永田一直 x 相馬大。
- 4月25日、アルバム『生きること』発売。『生きること』発売記念ツアー を開催。
- 4月29日 名古屋CLUB QUATTRO ゲスト: 漏電銀座 4月30日、心斎橋CLUB QUATTRO ゲスト: JOJO広重solo
- 5月2日、渋谷CLUB QUATTRO ゲスト 灰野敬二
- 6月26日 吉祥寺Star Pine's Cafeオーロラ・アンダーグラウンドvol.3「謎の都市には、ゴジラも美女も」
- 出演: ヒカシュー、小川美潮、イノヤマランド、パイティティ（洞口依子、石田英範）
- 7月10日 渋谷にあったナイロン100%に集った人々のイベントを代官山UNITで開催。
- ヒカシュー、サエキけんぞう& Boogie the マッハモータース、スペースポンチ、戸川純、東京ブラボー（guest: 近田春夫）
- 7月18日～20日、JAZZ ART せんがわのプロデュースを巻上公一が行う。ヒカシューも出演、坂田明がゲスト。
- 9月14日、神戸で大阪のロックバンドゴンゴンズ主催のイベントに出演。
- 9月23日、小田原城ミュージックストリートのトリにヒカシューと坂田明で出演。
- 9月24日、ヒカシュー オーロラ・アンダーグラウンドvol.4「光の聴覚、音の明滅」吉祥寺Star Pine's Cafe ゲストに相対性理論を迎える。
- 10月11日 横濱JAZZ PROMENADE2008にヒカシューとして初出演。
- 11月24日 池袋ROSA 8TH ANNIVERSARY『Future Alien 11』に出演。トンチ＋ステキな人達、OLAibi＋Aya、ムーン♀ママ with 坂本弘道など。
- 12月23日 代官山UNITにてヒカシュー30周年記念ライブ、山下康、井上誠、戸辺哲参加。

2009年
- 1月6日 オーロラアンダーグラウンドvol5 ゲスト七尾旅人 at Star Pine's Cafe
- 2月8日、Shibuya O-nest Lowborn soundsystemレコ発企画TOKYOファイナルのゲストでヒカシュー
- 4月1日、ヒカシューのエイプリルフール「ほんとだよ」at Star Pine's Cafe
- 6月14日、巻上公一プロデュースによるJAZZ ART せんがわにヒカシュー出演。サックスに梅津和時
- 7月9日 ヒカシューの夏物語「スイカの伝説かな」at Star Pine's Cafe
- 8月8日 ヒカシューat 仙川キックバックカフェ
- 10月16日 Drive to 2010 新宿ロフト
- 10月20日 マキシシングル「鯉とガスパチョ」発売。
- 10月20日 心斎橋CLUB QUATTROヒカシュー 秋物語「鯉とガスパチョが降ってきた」ツアー
- 10月21日 名古屋CLUB QUATTRO
- 10月26日 渋谷CLUB QUATTRO ゲスト: ジューシィ・ハーフ
- 11月27日 ヒカシューxメテオール浅草KURAWOOD
- 12月3日 巻上公一超歌謡liveにヒカシュー主演。
- 12月5日 モデルプランツの電動のメリークリスマスファイナルに出演。池袋live in rosa
- 12月20日、アルバム『転転々』発売。
- 12月26日 ヒカシュー・クリスマス・ミーティング 渋谷CLUB QUATTRO ゲスト: 相対性理論、近田春夫、山下康、井上誠、戸辺哲

2010年
- ヒカシュー初期音源、巻上ソロ2作が紙ジャケット仕様で再発（『私の愉しみ』は初CD化）
- フジロックフェスティバルに初出演。

2011年
- 1月25日 ヒカシューシングル「ニコセロン part3」発売。
- ロシアシベリア7都市でヒカシューツアー トゥバ、アルタイ、モスクワなど。

2012年
- 4月8日、アルバム『うらごえ』発売。ジャケットを束芋が担当。
- 7月29日、フジロックフェスティバル2012に「ゴジラ･放射能･ヒカシュー」で出演。
- ヒカシュー・ロシア東欧ツアー　ビリニュスジャズなどに出演。

2013年
- 8月11日、夢の島公園陸上競技場で開催された野外音楽イベントWORLD HAPPINESS 2013に出演。
- 12月12日、アルバム『万感』発売。

2014年
- 11月14日 ヒカシュー × ゆるめるモ! 2マンライブ！"ヒカめるモ！" at 大塚Hearts+
- 7月26日、フジロックフェスティバルに「ヒカシュー・インプロヴィゼーション･サミット」で坂田明等と出演
- カナダ、アメリカツアー　北米最大の前衛音楽フェスVictoriaville FIMV festivalに出演

2015年
- 4月25日、アルバム『生きてこい沈黙』発売。
- ビリニュス、ロシア4都市、ベルリン、ハノーファー、コペンハーゲンツアー

2016年
- 水曜日のカンパネラの楽曲名（該当曲は2013年5月発表）に当バンド名と同一のものがあるとカンパネラ側に抗議。これを受けて作曲者のケンモチヒデフミが自身のTwitterでヒカシューの関係者ならびにファンに謝罪した上で、5月9日にカンパネラ側が曲名を「名無しの権兵衛」に変更したと発表した[5]。
- 狛江の銭湯でのライブ。
- 沖至とヒカシュー
- ヒカシューの妄想クリスマス

2017年
- 2月、オセアニアツアー　ウェリントン、オークランド、メルボルン、シドニー
- 4月、ヒカシュー ゴジラ伝説　ジャパン・ソサエティNewYork
- 7月、フジロックフェスティバルに出演。
- 9月20日、アルバム『ゴジラ伝説V』発売
- 10月10日、アルバム『あんぐり』発売
- 12月15日、『絶景』OTOTOYよりハイレゾ配信。4部門トップ配信を記録

2018年
- 1月25日、ヒカシューはじめ at Star Pine's Cafe
- 3月、ヒカシュー「あんぐり」ツアー 静岡、名古屋、三重県津市、京都、大阪
- 3月23日、ヒカシューライブat Star Pine's Cafe
- 3月24日、ゴジラ伝説V 2018　下北沢GARDEN
- 4月、ヒカシューライブアルバム『絶景』初回限定盤発売。
- 4月28日　ヒカシュー、POLYSICS　at Shibuya La mama
- ヒカシュー新ドメイン取得　www.hikashu.com
- 5月25日、Hearts＋ presents ヒカシュー×・・・・・・・・・ 2マンライブ「ヒカ・」
- 6月、坂出雅海還暦ライブシリーズ「まるごと坂出！」
- 7月1日、ヒカシュー　at 甲府桜座
- 7月21日、ヒカシューat 二子玉川GEMINI Theater
- 8月5日、ゴジラ伝説V 2018　文化総合センター大和田 6階　伝承ホール
- 8月21日、ヒカシューの夏　at Star Pine's Cafe
- 10月、ヒカシュー九州ツアー　大分、熊本、福岡
- 10月、ヒカシュー秋ツアー　京都、神戸、大阪、津、名古屋
- 12月12日、ヒカシュー40周年記念『ヒカシュー20世紀ベスト』（ユニバーサル）
- 12月12日、ヒカシュー40周年記念『ヒカシュー21世紀ベスト』（makigami records）
- 12月23日、ヒカシュー黄金のクリスマス　at Daikanyama Unit  ヒカシュー、POLYSICS、ZOMBIE-CHANG

2019年
- 1月25日　ヒカシューStar Pine's Cafeでマンスリーはじまる　ゲスト吉森信
- 2月27日、マンスリーヒカシュー 20世紀ベストライブ1 ゲスト井上誠、山下康
- 3月26日、マンスリーヒカシュー 20世紀ベストライブ2 ゲスト井上誠、吉森信
- 4月5日、マンスリーヒカシュー
- 5月4日、京都UrBANGUILD デンキ語　ヒカシュー ゲスト: 鶴来正基
- 5月13日、マンスリーヒカシュー　ゲスト: 吉田隆一
- 6月17日、マンスリーヒカシュー
- 7月24日、マンスリーヒカシュー 三田超人生誕イヴ
- 8月22日、マンスリーヒカシュー　ゲスト: トーマス・ストレーネン、吉田隆一
- 9月5日、二子玉川GEMINI Theater
- 9月24日、マンスリーヒカシュー　坂出雅海特集
- 10月23日、マンスリーヒカシュー　ラブソング特集
- 11月6日、渋谷ラ・ママ
- 11月26日、マンスリーヒカシュー　生き物特集　ゲスト: モリイクエ、井上誠
- 12月22日、ヒカシュー天然のクリスマス 代官山UNIT イノヤマランド ゲスト: 小川美潮、大槻ケンヂ
- 12月25日　マンスリーヒカシュー　ゲスト: 井上誠、山下康

2020年
- ヒカシュー福岡　1月23日（木）at Livehouse Peace

- マンスリーヒカシュー1月27日(月)　吉祥寺STAR PINE’S CAFE
- 3月7日(土)　明治大学リバティホール　巻上公一　 第一回大岡信賞　授賞式　ヒカシュー演奏
- 3月12日(木) ヒカシュー エストニア　タルトゥ公演 Festival 1000 Kurge / HIKASHU
- ヒカシューアルバム「なりやまず」発売

2021年
- マンスリーヒカシュー継続

2022年
- マンスリーヒカシュー継続

2023年
- マンスリーヒカシュー継続
- ヒカシューアルバム「カバコフの夢」発売

2024年　
- マンスリーヒカシュー継続
- ヒカシューデラックスベスト発売

2025年　
- マンスリーヒカシュー継続

## メンバー
- 個人記事のあるメンバーについてはそちらも参照。

## ディスコグラフィー

### シングル
|      | タイトル           | 発売日         | 規格                   | 規格品番  | 収録曲                                                                      | 備考 |
| ---- | ------------------ | -------------- | ---------------------- | --------- | --------------------------------------------------------------------------- | --- |
| 1st  | 20世紀の終りに     | 1979年10月21日 | シングル・レコード     | EWR-20626 | Side A 20世紀の終りに Side B ドロドロ                                       | デビューシングル。 米澤玩具のゲーム機『サイコム』のCMソングに使用。 |
| 2nd  | 白いハイウェイ     | 1980年         | シングル・レコード     | EWR-20671 | Side A 白いハイウェイ Side Bプヨプヨ                                        | 「謎の呪文」と共にクラリオンCMソングに使用。 |
| 3rd  | パイク             | 1980年12月1日  | シングル・レコード     | EWS-17025 | Side A パイク Side B Pike(English Version)                                  | 映画『チェンジリング』イメージ・ソング。 |
| 4th  | ガラスのダンス     | 1981年         | シングル・レコード     | EWS-17071 | Side A ガラスのダンス Side B モーニング・ウォーター                         | テレビドラマ『加山雄三のブラックジャック』 エンディング・テーマ。 |
| -    | 二枚舌の男         | 1981年         | シングル・レコード     | PRP-1074  | Side A 二枚舌の男 Side B うわさの人類                                       | プロモーション用のみに制作された非売品。 |
| 5th  | 超・少年           | 1981年12月21日 | シングル・レコード     | WTP-17222 | Side A 超・少年 Side B 新しい部族                                           | ジャケットには巻上のアップ写真が使われている。 |
| 6th  | モデル             | 1982年5月1日   | シングル・レコード     | WTP17334  | Side A モデル Side B ONE OF US                                              | クラフトワークのカバー。急遽シングルカットされた。作曲はクラフトワークとしてあるが実際はメンバーのラルフ・ヒュッター、カール・バルトス(後に脱退)である。作詞はラルフ・ヒュッター、エーミール・シュルト(後に脱退)。日本語詞は巻上公一が手掛ける。 |
| 7th  | 私はバカになりたい | 1983年4月1日   | シングル・レコード     | WTP17477  | Side A 私はバカになりたい Side B スカート                                   | ジャケットイラストは蛭子能収。B面の「スカート」は「ひらけ!ポンキッキ」のスポットのフレーズ。 |
| 8th  | 日本の笑顔         | 1984年         | 12インチマキシシングル | YW-7430-E | Side A 1.日本の笑顔 2.キリンという名のCafe Side B 1.波 2.太陽と水すまし     | ジャンボ・シングル。 |
| 9th  | 人間の顔           | 1988年11月21日 | 8cmCD                  | ZLS-16    | 1.人間の顔 2.天国を覗きたい                                                 | バンド唯一の8cmシングル。 |
| 10th | 入念               | 2007年5月20日  | 12cmCD                 | MKR-0003  | 1.入念 2.デジタルなフランケン 3.カレー三昧                                  | マキシシングルとしては初、 ヒカシューのシングルとしては20年振りの作品。 |
| 11th | 鯉とガスパチョ     | 2009年10月20日 | 12cmCD                 | MKR-0005  | 1.鯉とガスパチョ 2.珍無類 3.グローバルシティの憂鬱                          | 20年以上前には制作されていた曲が収録。 |
| 12th | ニコセロンpart3    | 2011年1月25日  | 12cmCD                 | MKR-0007  | 1.ニコセロンpart3 2.あしたにかけた 3.青すぎるジャージ 4.ニコセロンsuper mix | ニコセロン「part1」「part2」は『転転々』に収録。 |

### スタジオ・アルバム
|      | タイトル                                 | 発売日 | 規格     | 規格品番                                                  | 収録曲 |
| ---- | ---------------------------------------- | --- | -------- | --------------------------------------------------------- | --- |
| 1st  | ヒカシュー                               | 1980年2月5日 1980年 1990年10月10日(「＋2」での再発) 1993年3月3日(「＋2」の再発) 1997年11月19日(「＋2」版の再再発) 2012年4月8日(オリジナル再発) | LP CT CD | EWS-81292 ZR25-382 CT25-5571 TOCT-6979 TOCT-10049 EGDS-41 | Side A 1.レトリックス&ロジックス 2.モデル 3.ルージング・マイ・フューチャー 4.テイスト・オブ・ルナ 5.20世紀の終りに 6.プヨプヨ Side B 7.ラヴ・トリートメント 8.炎天下 9.何故かバーニング 10.ヴィニール人形 11.雨のミュージアム 12.幼虫の危機 「＋2」の収録曲 13.ドロドロ 14.白いハイウェイ |
| 2nd  | 夏                                       | 1980年7月1日 1980年 1990年10月10日(「＋2」での再発) 1993年4月7日(「＋2」の再発) 1997年11月19日(「＋2」版の再再発) 2012年4月8日(オリジナル再発) | LP CT CD | EWS-81345 ZR25-501 CT25-5572 TOCT-6980 TOCT-10050 EGDS-42 | Side A 1.アルタネイティヴ・サン 2.不思議のマーチ 3.パイク 4.イルカは笑う 5.モーニング・ウォーター 6.謎の呪文 Side B 7.オアシスの夢 8.マスク 9.ふやけた■■ 10.スイカの行進 11.ビノ・パイク 12.瞳の歌 「＋2」の収録曲 13.ガラスのダンス 14.18才のドンキホーテ                                |
| -    | ヒカシュー＋夏                           | 1988年12月24日 | CD       | CT22 5086-87                                              | 『ヒカシュー』と『夏』による2枚組CD。 収録曲はそれぞれのオリジナルと同じ。 |
| 3rd  | うわさの人類                             | 1981年5月21日 1992年6月24日 1997年11月19日 2003年9月10日 2012年8月12日                                                                         | LP CD    | EWS-91023 TOCT-6601 TOCT-10048 TOCT-25174 EGDS-56         | Side A 1.ト・アイスクロン 2.うわさの人類 3.出来事 4.体温 5.新しい部族 6.予期せぬ結合 Side B 7.アウトキャスト 8.二枚舌の男 9.恋人たち 10.小人のハンス 11.ONE OF US 12.匂い |
| 4th  | 水に流して                               | 1984年12月 | LP       | AX-7416-E                                                 | Side A 1.水に流して 2.スカート 3.街のしあわせもの 4.そんなコタァないよ Side B 1.魅惑のペイブメント 2.太陽と水すまし 3.岩 4.氷河のララバイ |
| -    | 日本の笑顔                               | 1988年10月21日 | CD       | 28CA-2728                                                 | ジャンボ・シングル『日本の笑顔』と、 アルバム『水に流して』の2in1CD。 収録曲はそれぞれのオリジナルと同じ。 |
| -    | 日本の笑顔＋水に流して                   | 2008年8月20日 | CD       | YOUTH-055                                                 | ジャンボ・シングル『日本の笑顔』と、 アルバム『水に流して』による2枚組CD。 収録曲はそれぞれのオリジナルと同じ。 |
| 5th  | 人間の顔                                 | 1988年 11月21日 1995年12月16日 2010年12月23日                                                                                                  | LP CD    | RWP-6 RWD-8 CRCP-168 EGDS-55                              | Side A 1.人間の顔 2.ゾウアザラシ 3.何にもない男 4.天国を覗きたい 5.クリプトビオシス 6.さての温もり Side B 7.仏の出口 8.ハイアイアイ島 9.でたらめな指 10.猫にロマン 11.シャカ 12.インディアンが訪れる 13.色彩はいにしえ 14.これは僕じゃない                                                |
| 6th  | 丁重なおもてなし                         | 1990年10月21日 2011年12月1日 | CD       | VPCC-80429 EGDS-58                                        | 1.かしわで 2.丁重なおもてなし 3.大航海 4.さえずり 5.わが国 6.夢の話 7.キメラ 8.アートマン 9.祈り 10.日向ぽこ 11.うたえないうた |
| 7th  | はなうたはじめ Humming Soon              | 1991年8月21日 2011年12月1日 2023年12月20日 | CD LP    | VPCC-80430 EGDS-59 HRLP318                                | 1.びろびろ(プヨプヨに対抗して) 2.ウイルスと共に 3.はなうたはじめ 4.くたびれた靴の軌道 5.もったいない話 6.いつしか夏の骨となる 7.虫の知らせ 8.偉大なる指揮者1 9.はなうたまじり 10.ポトラッチ天国 11.偉大なる指揮者2 12.偉大なる指揮者3 13.はなうたむすび 14.アンナ・パーラー               |
| 8th  | あっちの目 こっちの目                    | 1993年10月25日 2012年12月16日 | CD       | TKCA-70165 EGDS-61                                        | 1.石仏 2.零桜 こぼれざくら 3.あっちの目こっちの目 4.シーラカンス 5.πラップル 6.さなぎ 7.男は言った 8.だるま 9.草雲雀 10.ハーシー#3 11.夢植物 12.色えんぴつ |
| 9th  | 転々                                     | 2006年10月1日 | CD       | MKR-0002                                                  | 1.転々 2.挨拶以前 3.かくれんぼ 4.さっき 5.夕涼み 6.突然(スイカの半分) 7.生きててよかったなあ 8.金の卵 9.ここにざくろあり |
| 10th | 生きること                               | 2008年4月25日 | CD       | MKR-0004                                                  | 1.生きること 2.デジタルなフランケン 3.まえにいたのは 4.入念 5.脳千鳥 6.ベトベト 7.マンハッタンの口琴 8.カモノハシ 9.故事によってその卵を茹でる 10.オーロラ |
| 11th | 転転々                                   | 2009年12月20日 | CD       | MKR-0006                                                  | 1.ニコセロン 2.事態は絶対 3.外ではほらきみが降ってる 4.真夜中の猫歩き 5.入出力 6.声はまだ泡の中にある 7.ユウトリウス 8.波の並々 9.玄関模様 10.名もないところに前進だ 11.転ずる力 12.曖昧な構成 13.折り紙の服 14.再生力 15.ニコセロンpart2                                                 |
| 12th | うらごえ                                 | 2012年4月8日 | CD       | MKR-0008                                                  | 1.筆を振れ、彼方くん 2.小さく 息づく 3.うらごえ 4.はらぶり 5.ひとり崩壊 6.すでにここにない 7.びんとる 8.そこはか 9.夕方のイエス 10.しこたま 11.曇天に紅 12.生まれたての花 13.つぎの岩につづく                                                                                             |
| 13th | 万感                                     | 2013年12月12日 | CD       | MRK-0009                                                  | 1.目と目のネット 2.なのかどうか 3.ナボコフの蝶 4.にわとりとんだ 5.祈りのカラー 6.ニョキニョキ生えてきた 7.人間に帰りたい 8.もし もしが 9.惨めなパペット 10.みえない関係(充電してる) 11.そのつもり                                                                                         |
| 14th | 生きてこい沈黙                           | 2015年4月25日 | CD       | MKR-0010                                                  | 1.生きてこい沈黙 2.ナルホド 3.自由でいいんだよ 4.イロハ模様 5.マグマの隣 6.メロンを鳴らせ!ベルーガ 7.テングリ返る 8.はてしない憶測 9.こんな人 10.静かなシャボテン 11.アルタイ迷走 12.起きてこい伝説                                                                                       |
| 15th | あんぐり                                 | 2017年10月10日 | CD       | MKR-0011                                                  | 1.あんぐり 2.どれもが正解 3.至高の妄想 4.なりすまして候 5.つぶやく貝 6.いいね 7.透明すぎるよ 8.了解です 9.全方位怪しげ 10.まもなく天国 11.愛せないよ、そんなんじゃ 12.着陸しない系 13.いい質問ですね！                                                                                    |
| 16th | なりやまず                               | 2020年12月23日 | CD       | MKR-0016                                                  | 1.なりやまず 2.千羽鶴のダンス 3.モールメイラ(苦い) 4.あらゆる知恵から 5.黒いパンの甘さたるや 6.もいちど会いたい 7.どこまでも途中 |
| 17th | 虹から虹へ                               | 2021年12月8日 | CD       | MKR-0017                                                  | 1.大らかな予感 2.LALA WHAT 3.チンピーシーとランデヴー 4.人生の嘘 5.東京辺りで幽体離脱 6.とび虫のごちそう 7.残念なブルース 8.夢見ているかい 9.濃厚な虹を跨ぐ 10.門外不出 11.又々木の股から                                                                                                 |
| 18th | 雲をあやつる-副題「カバコフの夢」を歌う- | 2023年9月9日 | CD       | MKR-0019                                                  | 1.棚田に春霞 2.雲をあやつる 3.どこまでが空なのか 4.祈りは今日も行方不明 5.紅茶の染みの全音符 6.人生の婉曲(アーチ) 7.ソロマトキンさんは運転手 8.棚田式トランスパレント |

### 劇伴・サウンドトラック
| タイトル             | 発売日                                       | 規格                    | 規格品番                   | 収録曲 | 備考 |
| -------------------- | -------------------------------------------- | ----------------------- | -------------------------- | --- | --- |
| 私の愉しみ           | 1984年12月 2010年8月20日(未発表曲追加で再発) | LPレコード CD           | BOYS-1 EGDS-54             | Side A 1.メロンの中の羊 2.羊歯(しぎ)とテントウムシ Side B 3.ライオンの調教 4.それが、私の愉しみ 再発盤収録の未発表曲 5.Hand-joeの角 6.Ahの二歩三歩 | 劇団「ワンダーランド」の公演音楽、ヨーガン・レール・ファッション・ショーのための音楽を元にした作品            |
| そばでよければ       | 1985年 2015年12月7日                         | LPピクチャーレコード CD | BOYS4 EGDS-72              | (CD通し番号) 1.そばでよければ 2.開店 3.客はそれぞれ： a)銀行員～b)土方～c)テリブル・ガールズ～d)パンクス 4.掃除機 5.太った男女(or家族) 6.魅惑の女 7.ソバマンダンス 8.夢は出来事 9.そばパレード 10.そばに託して | 小林紀子バレエ団公演「そばでよければ」の音楽                                                                  |
| なにもかも踊れ       | 1987年 2015年12月7日                         | カセットテープ CD       | (カセット品番不明) EGDS-73 | (CD通し番号) 1.皮肉なウェイター 2.ミス楽天 3.ミス悲観 4.レズビアンとウェイターのタンゴ 5.いんらん美女にクエスチョン 6.もしが踊る 7.プレイボーイ 8.マネーダンス 9.内気を世に出せ 10.セールスマン 11.人生の意味 12.悲劇の主人公 13.カクテル | ニコラス・ディクソンと小竹信節、巻上公一が、チュチュランドアカデミーという名前のユニットで活動をはじめた第1作 |
| 超時空世紀オーガス02 | 1993年11月25日                               | CD                      | TKCA-70194                 | 1.不思議をみつめて 2.未開の回路 3.危機 4.時空戦線 5.ゾーン 6.ゲランの丘～レクイエム 7.疑惑 8.ブラックボックス 9.口まで青い 10.知の果てのマーチ 11.文明失格 12.つるんぺろん 13.恍惚は突然の洞窟 14.もうひとつの不思議 15.機械のおしえ 16.極楽への階段 17.満足な誤解 18.そんな時のためのワルツ 19.からっぽがいっぱい 20.恋のうしろ指 21.不可能な予測 22.あやかしの様式 23.光が運ぶ夢 | 「超時空世紀オーガス」のOVA「超時空世紀オーガス02」のサウンドトラック。                                       |
| 不思議をみつめて     | 2012年8月12日                                | CD                      | EGDS-60                    | 1～23は「超時空世紀オーガス02」と共通 24.不思議をみつめて(ショートver.) | 「超時空世紀オーガス02」を改題し、ボーナストラックの追加やアートワークを一新したもの。                        |

### ライブ・アルバム
| タイトル        | 発売日                                      | 規格         | 規格品番            | 収録曲 |
| --------------- | ------------------------------------------- | ------------ | ------------------- | --- |
| ヒカシューLIVE! | 1989年 1991年9月21日                        | CD           | 32PD-001 VPCC-80434 | 1.モーニング・ウォーター 2.出来事 3.不思議のマーチ 4.低音無頼 5.予期せぬ結合 6.そんなコタァないよ 7.紅白梅流水図 8.太陽と水すまし 9.ねこやなぎ 10.気持ちの問題 11.でたらめな指 12.日本の笑顔 13.プヨプヨ 14.パイク 15.アルタネイティヴ・サン 16.魅惑のペイヴメント 17.うわさの人類 |
| 絶景            | 2018年4月28日(初回盤) 2019年4月24日(通常盤) | 2CD＋DVD 2CD | mkr0012 mkr0014     | 個別記事参照 |

### ベスト・アルバム
| タイトル                                  | 発売日                             | 規格          | 規格品番          | 収録曲 | 備考                                                                   |
| ----------------------------------------- | ---------------------------------- | ------------- | ----------------- | --- | ---------------------------------------------------------------------- |
| ヒカシュー・スーパー                      | 1981年 2009年10月10日 2012年4月8日 | LPレコード CD | WTP-90110 EGDS-43 | Side A 1.20世紀の終りに 2.何故かバーニング 3.オアシスの夢 4.白いハイウェイ 5.二枚舌の男 6.謎の呪文 7.出来事 Side B 8.ガラスのダンス 9.18才のドンキホーテ 10.モデル 11.ドロドロ 12.プヨプヨ(Live) 13.パイク(Live) | レコード盤が存在する唯一のベスト盤。                                   |
| ヒカシュー 1978                           | 1996年10月23日 2010年3月21日       | CD            | TOCT-9683 EGDS-51 | 1.プヨプヨ 2.20世紀の終りに 3.コンフュージョン 4.ドロドロ 5.スリル 6.炎天下 7.レトリックス・アンド・ロジックス 8.ヴィニール人形 9.ルージング・マイ・フィーチャー 10.幼虫の危機 11.プラウド・メアリー 再発盤ボーナストラック 12.プヨプヨ(カラオケver. ) 13.20世紀の終わりに(CR78ver.) | デビュー前のレア音源を集めたもの。オリジナル盤にはCD-EXTRAが収録。     |
| かわってる                                | 1996年12月21日 2011年10月10日      | CD            | TOCT-9775 EGDS-57 | 1.20世紀の終りに 2.人間の顔 3.うたえないうた 4.天国を覗きたい 5.丁重なおもてなし 6.パイク 7.もったいない話 8.びろびろ 9.キメラ 10.日本の笑顔～テーマと14のバリエーション | 全曲新録で、オリジナルとはアレンジが異なるものが多い。                 |
| ツイン・ベスト                            | 1999年2月24日                      | CD            | TOCT-24081        | Disc1 1.20世紀の終りに 2.プヨプヨ 3.パイク 4.レトリックス&ロジックス 5.ドロドロ 6.モデル 7.ガラスのダンス 8.瞳の歌 9.謎の呪文 10.ルージング・マイ・フューチャー 11.何故かバーニング 12.幼虫の危機 13.白いハイウェイ 14.ヴィニール人形 15.オアシスの夢 Disc2 1.雨のミュージアム 2.ト・アイスクロン 3.炎天下 4.ビノ・パイク 5.うわさの人類 6.ラヴ・トリートメント 7.アルタネイティヴ・サン 8.スイカの行進 9.出来事 10.テイスト・オブ・ルナ 11.不思議のマーチ 12.ふやけた■■ 13.新しい部族 14.18才のドンキホーテ 15.二枚舌の男         | バンドの同意を得ずに発売されたと言われている。                         |
| HIKASHU HISTORY                           | 2001年10月23日                     | CD            | TZ-7235           | 1.TOKYO RAIN 2.なんにもない男 3.ハイアイアイ島 4.屋根裏プール 5.筋肉とフルーツ 6.プヨプヨ 7.ゾウアザラシ 8.マスク 9.スイカの行進 10.ルインチ 11.レトリックス&ロジックス 12.くじらとかもめ 13.シューファー 14.パイク 15.幼虫の危機 16.偉大なる指揮者 17.びろびろ 18.楽天 19.あっちの目こっちの目 20.ウィルスとともに 21.不思議をみつめて 22.キメラ | ライブ音源とレア音源で歴史を辿るような構成となっている。               |
| ヒカシュー・スーパー2                     | 2014年6月4日                       | CD            | EGDS-63           | 1.超・少年 2.私はバカになりたい 3.Pike(シングル英語バージョン) 4.放射能 5.筋肉とフルーツ 6.新しい部族(シングル・バージョン) 7.超・少年(インストゥルメンタル) 8.十番外の殺人 9.テルスター 10.20世紀の終りに(ダクソフォン・バージョン) 11.オボポイ 12.私はバカになりたい(カラオケ・バージョン) | 4はクラフトワークのカバー、8,9はベンチャーズとの共演。                 |
| ヒカシュー20世紀ベスト -40th Anniversary- | 2018年12月12日                     | CD            | UPCY7550-51       | Disc1 1.レトリックス&ロジックス 2.20世紀の終りに 3.ドロドロ 4.プヨプヨ 5.幼虫の危機 6.白いハイウェイ 7.アルタネイティヴ・サン 8.パイク 9.マスク 10.ガラスのダンス 11.うわさの人類 12.出来事 13.予期せぬ結合 14.日本の笑顔 15.水に流して 16.魅惑のペイブメント Disc2 1.人間の顔 2.ゾウアザラシ 3.何にもない男 4.天国を覗きたい 5.丁重なおもてなし 6.キメラ 7.うたえないうた 8.びろびろ 9.もったいない話 10.虫の知らせ 11.あっちの目こっちの目 12.石仏 13.さなぎ 14.不思議をみつめて 15.20世紀の終りに 1996 ver. 16.パイク 1996 ver. | 『ヒカシュー』から『かわってる』までのアルバムから選曲されたベスト盤。 |
| ヒカシュー21世紀ベスト -40th Anniversary- | 2018年12月12日                     | CD            | MKR-0013          | Disc1 1.入念 2.転々 3.グローバルシティの憂鬱 4.脳千鳥 5.鯉とガスパチョ 6.生きててよかったなあ 7.ベトベト 8.ユウトリウス 9. デジタルなフランケン 10.名もないところに前進だ 11.ニコセロン 12.生きること Disc2 1.筆を振れ、彼方くん 2.なのかどうか 3.うらごえ 4.にわとりとんだ 5.ニョキニョキ生えてきた 6.マグマの隣 7.生まれたての花 8.夕方のイエス、朝方のノー 9.もし もしが 10.あんぐり 11.メロンを鳴らせベルーガ 12.テングリ返る 13.了解です 14.なるほど 15.いい質問ですね! 16.至高の妄想                                         | 『転々』から『あんぐり』までのアルバムから選曲されたベスト盤。         |
| ヒカシュー ゴールデン☆ベスト              | 2024年3月20日                      | CD            | UPCY-7952         | 1.白いハイウェイ 2.20世紀の終りに 3.ドロドロ 4.レトリックス&ロジックス 5.ラヴ・トリートメント 6.ガラスのダンス 7.パイク 8.アルタネイティヴ・サン 9.オアシスの夢 10.うわさの人類 11.出来事 12.アウトキャスト 13.丁重なおもてなし 14.キメラ 14.びろびろ（プヨプヨに対抗して） 15.プヨプヨ | EASTWORLD時代の曲が中心に収録されている。                              |

### 企画盤
| タイトル                                          | 発売日        | 規格 | 規格品番   | 収録曲 | 備考 |
| ------------------------------------------------- | ------------- | ---- | ---------- | --- | --- |
| レトロアクティヴ Remix                            | 1996年8月28日 | CD   | TOCT-9558  | 1.レトリックス&ロジックス(ススム・ヨコタ) 2.モデル(ケン・イシイ) 3.プヨプヨ(砂原良徳) 4.瞳の歌(QUADRA) 5.幼虫の危機(田中フミヤ) 6.謎の呪文(サワサキヨシヒロ) 7.パイク(石野卓球) 8.出来事(KAGAMI) 9.ト・アイスクロン(山本アキラ) | リミックス・アルバム。括弧内はリミックス担当ミュージシャン。                                                    |
| MUSIQUE NON STOP - A TRIBUTE TO KRAFTWERK         | 1998年9月23日 | CD   | TOCT-10455 | 1.モデル(1998リミックス)/ヒカシュー 2.コンピューター・ラヴ/中野テルヲ 3.アウトバーン/バッファロー・ドーター 4.タンツムジーク/山下康 5.放射能/ヒカシュー 6.ショールーム・ダミー/Melt-Banana 7.アテム/ハルモニカ/松前公高 8.電卓(TSUKUBA MIX)/ヲノサトル featuring 明和電機 9.セックス・オブジェクト/ZENI GEVA 10.コンピューターはボクのオモチャ/石野卓球 11.ミュージック・ノン・ストップ/福間創(P-MODEL) 12.ヨーロッパ・エンドレス/井上誠 | クラフトワークのトリビュート・アルバム。巻上が中心となって制作された。 太字はヒカシューと関連するアーティスト。 |
| トリビュート・トゥ・ヒカシュー 「20世紀の終りに」 | 2000年9月     | CD   | LAB-006    | 1.20世紀の終りに/SKYFISHER 2.20世紀の終りに/たま 3.20世紀の終りに/RICK STAGY(松江潤) 4.ポストゲノムラブ/大正九年 5.20世紀の終りに/ママスタジヲ 6.20世紀の終りに/千葉レーダ 7.20世紀の終りに/バケラッタ 8.20世紀の終りに/SPIN 9.20世紀の終りに(SUMMER LOVE MIX)/Kovacs(Petit Mit) 10.20世紀の終りに/巻上公一 | 全曲が「20世紀の終りに」のカバーで構成された、ヒカシューの トリビュート・アルバム。                             |

### その他
| タイトル         | 発売日         | 規格       | 規格品番 | 収録曲                                                                       | 備考                                                                    |
| ---------------- | -------------- | ---------- | -------- | ---------------------------------------------------------------------------- | ----------------------------------------------------------------------- |
| コンフュージョン | 1980年頃       | ソノシート | 不明     | Side A コンフュージョン (片面のみ収録)                                       | 入手について、ファンクラブの入会特典として配布された、 など諸説がある。 |
| チャクラ開き     | 2013年12月25日 | CD         | EGDS-62  | 1.天国を覗きたい 2.モスラの歌 3.ダメかな?! 4.チャクラ開き 5.黄ばんだバンダナ | ヒカシュー featuring チャラン・ポ・ランタン 名義                        |

### プレ・ヒカシュー
巻上を中心をしたバンドとしての「ヒカシュー」の前身、即興音楽集団として活動していた頃の音源。
| タイトル                    | 発売日         | 規格 | 規格品番  | 収録曲 | 備考 |
| --------------------------- | -------------- | ---- | --------- | --- | ---- |
| PRE HIKASHU                 | 1998年1月1日]  | CD   | TRS35001  | |      |
| プレ・ヒカシュー            | 2002年3月27日] | CD   | DDCL-1011 | Disc001 1.1978年春 2.1977年冬 3.1977年秋 Disc002 1.1977年秋 2.1978年夏 3.1978年夏                                      |      |
| [[1978年 春 <LIVE・PART2>]] | 2002年3月27日  | CD   | DDCL-1013 | 1.1978年春 |      |
| 天井棧敷館ライブ1978        | 2019年2月13日  | CD   | EXT0030   | Disc1 1.天井棧敷の人々 パート1 2.トイピアノ帝国 3.遠足の日 4.怪物誌 Disc2 1.ここが私の遊び場 2. 天井棧敷の人々 パート2 |      |

### 映像作品
- 秘蔵PV集（ヒカシューリイシューキャンペーンの応募特典DVD）
- 絶景 (2018年に発売されたCD＋DVDのライブ・アルバムの映像を単品でBlu-rayで発売。)

## ミュージック・ビデオ
東芝EMI
- モデル (1980)
- プヨプヨ (1980)
- 白いハイウェイ (1980)

バップ
- びろびろ (1991、監督:モリ川ヒロトー)

ユニバーサルミュージック
- 20世紀の終りに (1996 ver.) (1996)

自主制作
- 入念 (2008)
- 鯉とガスパチョ (2009)
- ナルホド (2015)
- テングリ返る (2015)
- あんぐり (2017)
- 至高の妄想 (2017)
- つぶやく貝 (2017)
- 千羽鶴のダンス[10](2021)
- なりやまず (2021)
- LALA WHAT (2022)
- 門外不出 (2022)

## 映画音楽
- チェンジリング（1980年） 監督：ピーター・メダック - 日本版イメージソング(『パイク』)
- シャッフル（1981年） 監督：石井聰亙
- 風の歌を聴け（1981年） 監督：大森一樹 - 挿入歌『新しい部族』
- 俗物図鑑（1982年） 監督：内藤誠-主題歌『筋肉とフルーツ』も担当。

## 書籍
- ぼく、こんなにおバカさん（1981年・講談社）
- ア・ン・バ・ラ・ン・ス ヒカシュー詩・写真集（1981年・パブリッシャーハウスアミューズ）